# Club Deportivo Balopal
El Club Deportivo Balopal Balonmano Palencia (fundado en 1990 en Palencia, Castilla y León) es una entidad deportiva dedicada al balonmano. En la actualidad, su primer equipo milita en Segunda Nacional.

## Reseña biográfica
El Club Deportivo Balonmano Palencia es el nombre que recibe la entidad desde el año 2007 en el que se cambia el nombre del club, anteriormente conocido como Agrupación Deportiva Balonmano Palencia.
En el año 1989, la ciudad de Palencia se encuentra sin ningún club de balonmano debido a la extinción del Club Balonmano Palencia que por entonces acogía la práctica deportiva del número de equipos y jugadores que formaban la base de la también desaparecida Escuela Municipal de Balonmano. Debido a la necesidad existente de dotar de actividad a los jugadores de balonmano, surge de esta forma la Agrupación Deportiva Balopal en septiembre de 1990, estando presidida por Roberto Infante.
Ese primer año, se tuvo que inscribir al equipo juvenil masculino en la Delegación Provincial de Valladolid, que pasaría a disputar la mejor competición de la región. El resto de equipos de las categorías inferiores, siguieron disputando los Juegos Escolares, incluyéndose también equipos femeninos y mixtos.
Tres años después de la fundación, el club logra un hito de gran importancia para su historia, dar el salto a la Segunda Nacional en la temporada 1993-1994. Al mismo tiempo, se consolida el número de equipos y jugadores en la base manteniendo grupos desde alevines hasta júnior.
Sin embargo, tras 15 temporadas en Segunda Nacional, al finalizar la temporada 2007-2008 (y tras haber alcanzado el 4.º puesto esa campaña, siendo este el mejor resultado histórico) la entidad sufre una grave crisis institucional debido a los problemas económicos y el cansancio de algunos integrantes del club. Este trance provoca que en los años siguientes, el Balopal tenga que jugar en la 1.ª División Provincial de Valladolid y que en la campaña 2011-2012, solo cuente con un equipo cadete como conjunto federado.
Ya en la 2012-2013, el proyecto del CD Balopal resurge de la mano de Luis Vidal Herrero como jugador y Fernando López como entrenador. Se forma una nueva junta directiva y se consigue que el equipo sénior regrese a la Segunda Nacional, así como el afianzamiento de la cantera con equipos en las categorías juvenil, cadete e infantil, además de una amplia escuela con muchos niños de colegios de la capital.

La temporada siguiente, el Semillas KWS (juvenil) se proclamaría campeón del Torneo Nacional de Corrales. Hecho muy destacado en la historia de la entidad por todo lo que ello conllevaría. 
Una campaña más tarde, un histórico, Juan Maisterra, volvería al Balopal para entrenar al primer equipo junto a Fernando López, que también llevaría al juvenil que esa temporada lograría proclamarse campeón de la fase sector de Castilla y León en casa, llegando a jugar el intersector nacional y también ser subcampeones del Torneo de Corrales.
En junio de 2015, el Club Deportivo Balopal llega a un acuerdo con Pizzería La Nonna para convertirse en patrocinador principal de la agrupación. Este compromiso supuso un gran avance para el club, que en la temporada 2018-2019 hizo una fuerte apuesta, incluyendo a Daniel Ibáñez como entrenador del equipo sénior y fichando a varios jugadores de otras provincias de la comunidad para lograr el ascenso a Primera Nacional.
Tras un gran año, culminado con la fase de ascenso disputada en Luanco (Asturias), el 21 de septiembre de 2019, el Balopal debuta en Primera Nacional. En esta ocasión, dirigido por Fernando Hernández, campeón del mundo con la selección española y medallista olímpico.

Tras dos años de consolidación en la Primera Nacional, el CD Balopal firma un acuerdo de copatrocinio del primer equipo con Talleres Fran, pasándose a llamar este conjunto como Pizzería La Nonna-Talleres Fran Balopal. Ese mismo verano, se impulsa por primera vez en la historia del club, la creación de un equipo filial para servir de trampolín al equipo sénior a los jugadores de la etapa  federada.